# میلنا توسکانو
میلنا توسکانو گونسالوس (زاده ۱۱ ژانویه ۱۹۸۴) یک هنرپیشه اهل برزیل است.
میلنا توسکانو متولد سانتو آندره، سائوپائولو، پس از استخدام در آژانس مدل‌های فورد، زمانی که ده ساله بود، حرفه خود را به عنوان مدل آغاز کرد. او در ۱۳ سالگی اولین تبلیغ تلویزیونی خود را اجرا کرد.

## فیلم‌شناسی

### تله رمان‌ها
| سال       | عنوان                          | نقش                        | نظرات                                             |
| --------- | ------------------------------ | -------------------------- | ------------------------------------------------- |
| ۲۰۰۴      | داکور دو پکادو                 | طرفدار ثور و دیونیزیو      | کامئو                                             |
| ۲۰۰۴      | شروع دوباره                    | صوفیه                      | کامئو                                             |
| ۲۰۰۵–۲۰۰۶ | ثروتمندان نیز گریه می‌کنند      | مارتینا                    |                                                   |
| ۲۰۰۷      | آمازونیا، دی گالوز و چیکو مندس | ایلکا جوبیم                |                                                   |
| ۲۰۰۷      | جادوی ابدی                     | الیزا                      |                                                   |
| ۲۰۰۸      | کاسوس و آکاسوس                 | جاناینا                    | اپیزود میل پنهان، مرد سرکوب شده و کتاب دزدیده شده |
| ۲۰۰۸      | نمای سوآ تاریخا                | سینتیا                     | اپیزود "اسوالدیر سوپراستار"                       |
| ۲۰۰۸      | گرد و غبار در دریاهای آزاد     | جوآنا                      | فصل اول                                           |
| ۲۰۰۹      | تی وی گلوبینیو                 | خودش                       | مجری تلویزیون                                     |
| ۲۰۰۹      | کامینهو داس ایندیاس            | گیلدا                      | کامئو                                             |
| ۲۰۰۹      | مالهسائو                       | پالوما                     | هم آنتاگونیست                                     |
| ۲۰۰۹–۲۰۱۰ | اوس کاراس د پاو                | بئاتریز                    | همه قسمت‌ها                                        |
| ۲۰۱۰–۲۰۱۱ | آراگوآیا                       | مانوئلا                    | قهرمان داستان                                     |
| ۲۰۱۱      | رقص سلبریتی‌ها ۸                | خودش                       | شرکت کننده (نمایش واقعی Domingão do Faustão)      |
| ۲۰۱۱–۲۰۱۲ | فینا استامپا                   | ونسا                       |                                                   |
| ۲۰۱۳      | دندانپزشک نقابدار              | پرستار                     | ستاره مهمان ویژه                                  |
| ۲۰۱۳–۲۰۱۴ | مالهسائو                       | باربارا                    |                                                   |
| ۲۰۱۶      | اسکروا مائه                    | فیلیپا دو آمارال           |                                                   |
| ۲۰۱۷      | ای ریکو لازارو                 | جوآنا                      | قهرمان داستان                                     |
| ۲۰۱۸      | ماجراهای پولیانا               | لوئیزا دیویلا - تیا لوئیزا | قهرمان داستان                                     |

### سینما
فیلم‌های بلند

| سال  | عنوان                 | نقش                       | کارگردان      |
| ---- | --------------------- | ------------------------- | ------------- |
| ۲۰۰۱ | خاطرات پس از مرگ      | اوجنیا                    | آندره کلوتزل  |
| ۲۰۰۴ | اولگا                 | هانا کارپو                | جیمی منژاردیم |
| ۲۰۰۶ | آنیتا، آمور و استوریا | آنیتا گاریبالدی           |               |
| ۲۰۰۷ | بدون کنترل            | الین / اورسولا از باکره‌ها | کریس داماتو   |
| ۲۰۰۸ | اینورنو               | آنا                       | فیلم کوتاه    |
| ۲۰۰۸ | دمشق و تابوت          | روزان                     | فیلم کوتاه    |